# 브라질 야구 국가대표팀
브라질 야구 국가대표팀은 브라질을 대표하는 야구 국가대표팀으로 축구 대표팀과는 다르게 야구 대표팀은 이렇다할 국제 대회에서의 성과가 없지만 남미에서는 베네수엘라, 콜롬비아에 버금가는 실력을 보이고 있다.

## 국제 대회 경력

### 월드 베이스볼 클래식
2013년 월드 베이스볼 클래식 예선 3조에서 파나마를 상대로만 2번의 승리를 거두는 파란을 일으키며 사상 첫 WBC 본선에 올랐고 A조 조별리그에서 비록 3전 전패·조 최하위(최종 14위)로 대회를 마무리했지만 홈팀 일본과의 첫 경기에서 8회까지 3안타 2실점으로 봉쇄한 후 5회까지 3점을 얻어내는 등 야구 강팀들을 상대로 무려 7점을 뽑아내며 선전하는 모습을 보여주었다.

### 팬아메리칸 게임
팬아메리칸 게임에는 8번 참가하여 이 가운데 2023년 대회에서 브라질 야구 역사상 첫 팬아메리칸 게임 은메달 획득의 큰 성과를 거두었다.

### 야구 월드컵
야구 월드컵에는 2번 참가하여 2003년 대회에서 8강에 올랐고 7·8위 결정전에서 2000년 하계 올림픽 동메달, 2002년 아시안 게임 금메달팀인 대한민국을 8-3으로 꺾는 파란을 일으키며 7위로 대회를 마무리했다.

### 남미 야구 선수권 대회
남미 야구 선수권 대회에서는 7번의 우승과 9번의 준우승을 차지하며 이 대회 최다 우승 및 최다 준우승 타이틀을 보유하며 남미에서 열리는 대회만큼은 굉장히 좋은 성과를 내고 있다.

## 대회 기록
월드 베이스볼 클래식 성적
| 본선   | 본선    | 본선 | 본선 | 본선 | 본선 |      | 예선 | 예선 | 예선 | 예선 |
| 연도   | 결과    | 경기 | 승   | 무   | 패   | 경기 | 승   | 무   | 패   |      |
| ------ | ------- | ---- | ---- | ---- | ---- | ---- | ---- | ---- | ---- | ---- |
| 2006년 | 불참    | 불참 | 불참 | 불참 | 불참 |      |      |      |      |      |
| 2009년 | 불참    | 불참 | 불참 | 불참 | 불참 |      |      |      |      |      |
| 2013년 | 1라운드 | 3    | 0    | 0    | 3    | 3    | 3    | 0    | 0    |      |
| 합계   | 1/3     | 3    | 0    | 0    | 3    | 3    | 3    | 0    | 0    |      |